# 姚国楨
姚 国楨（よう こくてい、1883年 – 1942年）は、中華民国の官僚・政治家・教育者。字は幼枝。北京政府・安徽派の政治家で、交通行政部門で各職を歴任した。後年、冀東防共自治政府や中華民国臨時政府、南京国民政府（汪兆銘政権）に参与している。弟の姚震も安徽派の政治家・司法官である。甥は中華人民共和国で国務院副総理をつとめた姚依林。

## 事績

### 北京政府時代
京師大学堂を卒業。清末は広西軍事公債局北京駐在代表をつとめた。
中華民国成立後の1912年（民国元年）7月20日、北京政府で交通部総務庁編製科科長に任命され、以後、交通部でほとんどの官歴を重ねることになる。1914年（民国3年）2月25日、交通部統計委員会副会長に就任し、1916年（民国5年）には交通部の電政・郵政・航政の各司で司長代理をつとめる。翌1917年（民国6年）、交通部で郵政総局局長や参事を歴任した。1919年（民国8年）12月3日、靳雲鵬内閣で交通部次長に任命され、統一鉄路会計会会長や交通銀行幇理、経理公債処処長なども兼任した 。
1920年（民国9年）7月26日、安直戦争で安徽派が敗退したため、姚国楨も交通部次長など各職を辞任する。直隷派の意向により大総統・徐世昌から逮捕令を発せられたため、朱深や弟の姚震らと共に日本公使館へ逃げ込んだ。1922年（民国11年）、姚震や呉光新らと天津に逃れ、反直隷派の活動に従事している。
第2次奉直戦争後に段祺瑞が復権すると、1924年（民国13年）11月12日に姚国楨は全国薬酒事務署督弁に任命された。翌1925年（民国14年）9月5日には、関税特別会議委員会委員となる。しかし1926年（民国15年）に段が再び失脚したため、姚は4月20日に各職を辞任して天津に逃げ込んだ。1927年（民国16年）2月29日、北京交通大学校長に任命され、同年中に政治討論会会員になった。

### 親日政権時代
国民政府時代において、姚国楨は基本的に天津に閑居していた（姚震は1935年死去）。冀東防共自治政府が成立すると、姚は顧問として起用されたという。
王克敏らが中華民国臨時政府を創立すると、姚国楨もこれに参与する。1938年（民国27年）4月8日、姚は振済部次長（総長：王揖唐）として起用された。ところが同年9月18日、臨時政府の行政改革により振済部は廃止されてしまう。振済部総長の王揖唐は内政部総長に転じたが、姚は他の地位に改任されることなく、そのまま下野した。
1940年（民国29年）3月30日、南京国民政府（汪兆銘政権）に臨時政府が合流し、華北政務委員会が成立する。4月2日に姚国楨は国民政府中央で立法院立法委員に選出されたが、翌1941年（民国30年）4月17日に免ぜられている。華北政務委員会では、1941年1月21日に長蘆塩務管理局局長代理として任命され、3月7日には華北墾業股份有限公司董事長を兼任した。8月13日、華北河渠建設委員会委員も兼任している。
1942年、死去。享年60。

## 注
1. 1 2 3 4  徐主編(2007)、1041頁。
2. 1 2 3 4  満蒙資料協会編(1940)、1848頁。
3. 1 2 3 4  尾崎監修(1940)、315頁。
4. 1 2 3 4 5 6  外務省情報部編(1937)、496頁。
5. 1 2 3  「姚依林的早年歳月和他的大家族」中国共産党新聞網2009年11月4日※webアーカイブにリンク
6. 1 2 3 4  中華民国政府官職資料庫「姓名：姚國楨」
7. ↑  臨時政府令、令字第173号、民国27年4月８日（『政府公報』第12号、民国27年4月11日、臨時政府行政委員会公報処、2-3頁）。
8. ↑  臨時政府令、臨字第109号、民国27年9月1８日（『政府公報』第36号、民国27年9月26日、臨時政府行政委員会公報処、2頁）。
9. ↑  劉ほか編(1995)、1039頁。
10. ↑  華北政務委員会令、会字第205号、民国29年1月21日（『華北政務委員会公報』第47･48期合刊、民国30年2月4日、本会1頁）。
11. ↑  「華北墾業公司創立総会」『同盟旬報』5巻7号通号134号、昭和16年3月上旬号（3月20日発行）、同盟通信社、20頁。
12. ↑  華北政務委員会令、会字第342号、民国30年8月13日（『華北政務委員会公報』第91・92期合刊、民国30年9月19日、本会4頁）。